# Гуто-Яцьковецька сільська рада
Гу́то-Яцькове́цька сільська́ ра́да — колишня адміністративно-територіальна одиниця та орган місцевого самоврядування в Дунаєвецькому районі Хмельницької області. Адміністративний центр — село Гута-Яцьковецька.

## Загальні відомості
Гуто-Яцьковецька сільська рада утворена в 1927 році.
- Територія ради: 31,452 км²
- Населення ради: 905 осіб (станом на 2001 рік)

## Населені пункти
Сільській раді підпорядковані населені пункти:
- с. Гута-Яцьковецька
- с. Гута-Блищанівська
- с. Ксаверівка
- с. Млаки
- с. Яцьківці

## Склад ради
Рада складається з 14 депутатів та голови.
- Голова ради:
- Секретар ради: Ільєва Ніла Леонтіївна

### Керівний склад попередніх скликань
| Прізвище, ім'я, по батькові | Основні відомості                                                         | Дата обрання | Дата звільнення |
| --------------------------- | ------------------------------------------------------------------------- | ------------ | --------------- |
| Заяць Анатолій Степанович   | Сільський голова, 1959 року народження, освіта вища, безпартійний         | 26.03.2006   | 31.10.2010      |
| Заяць Анатолій Степанович   | Сільський голова, 1959 року народження, освіта вища, член Партії регіонів | 31.10.2010   | 10.04.2014      |

Примітка: таблиця складена за даними сайту Верховної Ради України

### Депутати
За результатами місцевих виборів 2010 року депутатами ради стали:

#### За суб'єктами висування
| Суб'єкт висування           | Кількість обраних депутатів | %    |
| --------------------------- | --------------------------- | ---- |
| Самовисування               | 13                          | 92,9 |
| Партія «Демократичний Союз» | 1                           | 7,1  |

#### За округами
| № округу                    | Прізвище, ім'я, по батькові       | Дата визнання обраним | Освіта             | Партійна приналежність | Відомості про обраного депутата                                |
| --------------------------- | --------------------------------- | --------------------- | ------------------ | ---------------------- | -------------------------------------------------------------- |
| Партія «Демократичний Союз» |                                   |                       |                    |                        |                                                                |
| 9                           | Солярик Надія Олексіївна          | 05.11.2010            | середня спеціальна | позапартійна           | Гуто-Яцковецька сільська рада, землевпорядник                  |
| Самовисування               |                                   |                       |                    |                        |                                                                |
| 1                           | Ширишев Володимир Тимофійович     | 05.11.2010            | середня спеціальна | позапартійний          | тимчасово не працює                                            |
| 2                           | Гурська Антоніна Семенівна        | 05.11.2010            | середня спеціальна | позапартійна           | Гуто-Яцковецька сільська рада, головний бухгалтер              |
| 3                           | Гамула Микола Володимирович       | 05.11.2010            | вища               | позапартійний          | Гутояцьковецька загальноосвітня школа І-ІІ ст., директор школи |
| 4                           | Болюх Володимир Броніславович     | 05.11.2010            | середня            | позапартійний          | приватний підприємець                                          |
| 5                           | Супрович Євгена Федорівна         | 05.11.2010            | середня спеціальна | позапартійна           | Гуто-Яцковецька лікарська амбулаторія, фельдшер                |
| 6                           | Молдованюк Роман Максимович       | 05.11.2010            | середня спеціальна | позапартійний          | приватний підприємець                                          |
| 7                           | Гурська Любов Михайлівна          | 05.11.2010            | середня спеціальна | позапартійна           | приватний підприємець                                          |
| 8                           | Тулюк Тамара Володимирівна        | 05.11.2010            | середня            | позапартійна           | Гутояцьковецька сільська бібліотека, бібліотекар               |
| 10                          | Гільовський Ігор Володимирович    | 05.11.2010            | вища               | позапартійний          | Гутояцьковецька загальноосвітня школа І-ІІ ст., вчитель        |
| 11                          | Ляшківська Світлана Василівна     | 05.11.2010            | середня спеціальна | позапартійна           | Ксаверівський фельдшерський пункт, фельдшер                    |
| 12                          | Тхожевський Віталій Станіславович | 05.11.2010            | середня            | позапартійний          | Ксаверівський сільський клуб, завідувач                        |
| 13                          | Завальський Віктор Вікторович     | 05.11.2010            | середня            | позапартійний          | пенсіонер                                                      |
| 14                          | Ільєва Ніла Леонтіївна            | 05.11.2010            | середня спеціальна | позапартійна           | Гуто-Яцковецька сільська рада, секретар                        |